# Drassyllus cerrus
Drassyllus cerrus Platnick & Shadab, 1982 è un ragno appartenente alla famiglia Gnaphosidae.

## Etimologia
Il nome proprio deriva da un'arbitraria combinazione di lettere, come indicato dallo stesso descrittore nella pubblicazione. Probabile comunque una correlazione con l'habitat: la contea di rinvenimento è ricca di boschi di cerri.

## Caratteristiche
Fa parte del niger-group di questo genere e ha notevoli somiglianze con D. adocetus; se ne distingue per l'apofisi tibiale retrolaterale ristretta del maschio
L'olotipo maschile più grande rinvenuto ha lunghezza totale è di 3,22mm; la lunghezza del cefalotorace è di 1,52mm; e la larghezza è di 1,17mm

## Distribuzione
La specie è stata reperita in Texas: nei pressi dell'area non incorporata di Langtry, nella contea di Val Verde

## Tassonomia
Al 2015 non sono note sottospecie e dal 1982 non sono stati esaminati nuovi esemplari